# The WELL
Pour les articles homonymes, voir The Well.
The WELL (aussi connu sous les noms de WELL et Whole Earth 'Lectronic Link) est une communauté virtuelle qui se regroupe autour d'un fournisseur d'accès à Internet. Il s'agit de l'une des plus anciennes communautés virtuelles encore en fonctionnement.
La communauté a été fondée aux États-Unis en 1985 par Stewart Brand et Larry Brilliant. The WELL a débuté sous le format d'un babillard électronique (Bulletin Board System ou BBS en anglais) accessible par une connexion téléphonique commuté. Au début des années 1990, il est devenu l'un des premiers fournisseurs d'accès commuté à Internet pour évoluer progressivement vers son format actuel au gré des progrès techniques.
Ses 4 000 membres y adhèrent principalement pour utiliser ses forums de discussion dont les sujets vont des plus sérieux aux plus légers.
Craig Newmark a commencé son célèbre site Craigslist à l'intérieur de cette communauté.
Au cours des années 1980 et 1990, The WELL a joui d'une couverture médiatique disproportionnée relativement à son nombre de membres du fait qu'il offrait des accès gratuits à des journalistes. Ces journalistes y ont eu leurs premiers contacts avec le monde électronique et ils ont fréquemment décrit leurs expériences dans leurs média respectifs.

## Historique
En 1985 The WELL fut lancé par Stewart Brand et Larry Brilliant. Le nom fait partiellement référence à quelques précédents projets de Brand, notamment le « Whole Earth Catalog ». The WELL débuta comme un serveur télématique en réseau et devint un des précurseurs de réseau de Fournisseur d’accès à Internet (FAI) au début des années 1990 au moment où le trafic commercial fut autorisé, et changé dans sa forme actuelle en tant qu’évolution d’internet et des technologies du Web. L’équipe de gestion originelle (Matthew McClure vite rejoint par Cliff Figallo et John Croate) collabora avec ses premiers utilisateurs pour développer un sentiment de communauté virtuelle. De 1994 à 1999, The WELL appartenu à Bruce Katz, fondateur de Rockport, fabricant des chaussures. En avril 1999 il devient la propriété du groupe Salon.com.
Les fondateurs de l’Electronic Frontier Foundation (EFF) John Perry Barlow, John Gilmore et Mitch Kapor se sont rencontrés sur le forum de The WELL. Howard Rheingold, un ancien et très actif membre écrivit un essai, The Virtual Community (1993, révisé en 2000), à propos de son expérience sur The WELL. C’était un lieu de rencontre majeur pour les fans de Grateful Dead, surtout pour ceux qui suivaient ce groupe de rock de concert en concert à la fin des années 1980.
The WELL a également joué un rôle déterminant dans le livre Takedown à propos de la poursuite et la capture de Kevin Mitnick. 
Créé à Sausalito en Californie, le service est maintenant basé à San Francisco.
Au mois d’août 2005, Salon Media Group annonça être à la recherche d’un acheteur pour The WELL afin de concentrer son activité sur d’autres fronts. En novembre 2006, un communiqué de presse de The WELL tomba : « Comme Salon n’a pas trouvé de repreneur satisfaisant, il a été déterminé dans l’intérêt de la compagnie de conserver cette activité et donc de suspendre tout effort visant à vendre The WELL ».
En 2012, au mois de juin, Salon annonça encore une fois qu’il était à la recherche d’un acheteur pour The WELL puisque la base de donateurs « n’avait pas atteint les promesses financières ». De plus, l’entreprise annonça qu’elle était en discussion avec plusieurs parties intéressées par l’achat du nom de domaine well.com et que le personnel restant de The WELL avait été licencié à la fin du mois de Mai. La communauté souleva assez d’argent pour reprendre The WELL et réembaucher les éminents membres du personnel.
En septembre 2012, Salon Media Group vend The WELL aux membres du groupe (The WELL Group).

## Sujets de discussion
The WELL est divisé en différentes zones de sujets généraux appelées conférences. Ces conférences reflètent l’intérêt des membres incluant l’art, la santé, les affaires, le territoire, les loisirs, la spiritualité, la musique, la politique, les jeux, les logiciels et bien d’autres.
À l’intérieur des conférences, les membres ouvrent des fils de discussions séparés aussi appelés Topics, pour chaque centre d’intérêt. Par exemple, la conférence Média a (ou avait) des sujets alloués au New York Times, l’éthique médiatique, et la bande dessinée Luann. Celle de San Francisco est un exemple de conférence locale avec des sujets sur les restaurants, l’administration et les nouvelles de voisinage. Les conférences « publiques » sont ouvertes à tous les membres alors que celles dites « privées » sont réduites à une liste d’utilisateurs contrôlés par les hôtes de ces conférences appelés « ulist ». Quelques conférences présentées comme privés (comme « Women on the WELL » et « Recovery ») sont listées dans l’annuaire de The WELL mais ont un accès restreint pour des raisons de protections de données des membres. Les membres peuvent demander leur admission à ces conférences. Il y a également un nombre important de conférences privées non répertoriées. Le nom de ces conférences sont publiques mais leurs contenus, hôtes, et membres sont réduites à des membres d’une conférence particulière. On devient membre dans ces conférences privées grâce à une invitation. Les membres du WELL peuvent ouvrir leur propre conférence, publique ou privée.

## Politique et gouvernance
Parmi les directeurs de The WELL on compte Matthew McClure et Cliff Figallo tous deux vétérans d’un même comité connu sous le nom de The Farm et depuis 1998, Gail Ann Williams connu comme l’un des membres éminents du groupe politique satirique « The Plutonium Players ». La collaboration, l’entraide, le débat et l’impertinence sont des valeurs respectées au sein du WELL et encouragées par ces leaders inhabituels depuis deux décennies. 
Les forums communautaires appelés conférences sont supervisées par les hôtes de conférence qui orientent les conversations et améliorent les règles sur la civilité et la justesse du propos. Initialement tous les hôtes sont sélectionnés par les membres du staff. En 1995, Gail Williams change la politique et permet aux utilisateurs de créer des forums. Les participants du « Complete Membership level » peuvent créer leurs propres conférences indépendantes-soient visibles par chaque membre du WELL soient uniquement visibles par les membres autorisés-sur tous les sujets et avec toutes les règles qu’ils souhaitent.
L’ensemble des supports et la supervision des services de conférences sont gérés par certains membres, connus sous le nom de confteam qui est le nom des comptes utilisateurs UNIX utilisés par les membres du staff pour la maintenance des conférences. Ils ont plus de pouvoirs que les hôtes de conférences et peuvent à de rares occasions fermer des comptes pour abus.
Les membres du WELL utilisent un pseudo permanent lorsqu’ils publient des messages et un champ de pseudonyme variable pour les autres tâches. Le pseudonyme (ou pseud en langage du WELL) est créé par défaut suivant le nom réel de l’utilisateur mais peut être changé au bon vouloir de la personne. Le vrai nom de l’utilisateur peut être facilement consulté via leur nom de connexion (login). Les membres du WELL ne sont pas anonymes.
Il y a un double sens au slogan du WELL inventé par Stewart Brand, « You Own Your Own Words » ou « YOYOW » (« Tes propres mots t’appartiennent ») : les membres sont responsables de ce qu’ils disent et de la façon dont ils le disent. (Les membres peuvent aussi supprimer leurs messages à tout moment mais l’historique indique l’emplacement d’origine et l’auteur du message effacé).

## Rejoindre et lire The WELL
L’adhésion au WELL est possible à presque tout le monde, mais cela requiert un abonnement payant et l’utilisation d’un nom réel. La plupart des publications sur The WELL peuvent être seulement lues par les membres. Cependant, il y a quelques sites externes de membres et un peu de conférences publiques, qui sont lisibles par tous.
Les forums peuvent être lus en utilisant un simple navigateur Web. Mais aussi en se connectant via une ligne de commande du système UNIX à travers Secure Shell et en utilisant une interface textuelle classique appelée PicoSpan.

## Journalistes sur le WELL
Le WELL a été fréquemment mentionné par les médias dans les années 1980 et 1990 probablement de manière disproportionnée à la vue de son nombre d’utilisateurs par rapport aux autres systèmes en ligne. Cela a diminué mais pas disparu ces dernières années car d’autres communautés en ligne se sont banalisées.
Cette visibilité précoce fut en grande partie le résultat d’une politique de fourniture de comptes gratuits pour les journalistes intéressés par le WELL ainsi que d'autres membres des médias. Ainsi, pour de nombreux journalistes, ce fut la première expérience sur des systèmes en ligne et plus tard, sur Internet, même si d’autres systèmes existaient déjà. Bien que les comptes soient désormais rarement fournis gratuitement aux journalistes, leur nombre est encore non négligeable sur le WELL. Par exemple, le chroniqueur Jon Carroll du San Francisco Chronicle, Wendy M. Grossman du quotidien The Inquirer (en) et le critique Andy Klein du Los Angeles City Beat.
Le WELL a également reçu de nombreux prix dans les années 1980 et 1990, notamment un Webby Award pour la communauté en ligne en 1998 et un EFF Pioneer Award en 1994.

## Le WELL dans l'actualité
En mars 2007, le WELL a été remarqué pour avoir refusé l'adhésion du hacker américain Kevin Mitnick.